# Enuma Anu Enlil
Enuma Anu Enlil (slovensko Ko sta boga Anu in Enlil..., se pravi V času Anuja in Enlila)  je obsežen niz 68 ali 70 glinastih tablic (odvisno od recenzije), ki se ukvarjajo z babilonsko astrologijo.  Večino besedila tvori 6000 do 7000 omnov, ki razlagajo široko paleto nebesnih in atmosferskih pojavov, pomembnih za kralja in državo.

## Pregled
Enuma Anu Enlil je glavni vir omnov, ki so jih uporabljali kraljevi astrologi  v rednih astroloških poročilih za novoasirske kralje. V 8. zvezku Asirskih državnih arhivov  je objavljenih  več kot 500 takšnih poročil. V večini poročil so samo seznami pomembnih omnov, ki opisujejo aktualne nebesne pojave. Mnogim  seznamom so  dodane tudi za kralja koristne  razlage in komentarji.
Značilno poročilo, ki obravnava  prvi pojav lune na prvi dan meseca, je v 10. poročilu v 8. zvezku Državnih arhivov in pravi: 
Če luna postane vidna na prvi dan: zaneslljiv govor; dežela bo zadovoljna.
Če dan doseže svojo normalno dolžino: dolgo vladanje.
Če ima luna krono: kralj bo dosegel najvišji položaj.
Iz Isar-šumu-eres.
Niz tablic v kanonski obliki je bil sestavljen verjetno v kasitskem obdobju (1595–1157 pr. n. št.), čeprav je neka oblika omnov zagotovo obstajala že v  starobabilonskem obdobju (1950–1595 pr. n. št.).  Tablice so se uporabljale še globoko v 1. tisočletje pr. n. št.. Najkasnejša  datirana tablica je bila napisana leta 194 pr. n. št.. Domneva se, da so v 3. ali 4. stoletju pr. n. št. prvih 49 tablic  prenesli v Indijo, in da so malo pred  krščanskim obdobjem tja prenesli tudi tablice, ki se ukvarjajo z zvezdami.

## Vsebina
Tablice še niso v celoti rekonstriuirane, v besedilu pa je tudi veliko vrzeli. Dodatne zaplete povzroča dejstvo, da se kopije iste tablice pogosto razlikujejo tako po vsebini kot po organizaciji, kar je znastvenike privedlo do prepričanja, da gre za do pet različnih različnih  recenzij  istega besedila v različnih delih antičnega Bližnjega vzhoda.
Vsebina tablic Enuma Anu Enlil je organizirana tako, da najprej obravnava lunine in sončeve pojave, katerim sledijo vremenski pojavi in nazadnje obnašanje nekaterih zvezd in planetov.
Prvih trinajst tablic se ukvarja s prvim pojavom lune   na rzlične dneve v mesecu, njeno povezavo s planeti in zvezdami in lunine haloje in krone.  Omni iz te skupine se najpogosteje pojavljajo v celem korpusu. Sklop zaključuje tablica 14, ki podrobneje prikazuje osnovno matematično shemo za napovedovanje vidnosti lune.
Tablice 15 do 22 so posvečene luninim mrkom. Za napovedovanje, na katere pokrajine in mesta bo mrk vplival, uporabljajo več oblik kodiranja, na primer datum, nočne ure in kvadrante lune.
Tablice 23 do 29 se ukvarjajo z  videzom sonca, njegovo barvo, znamenji ter njegovo povezavo s plastmi oblakov in nevihtnimi oblaki ob sončnem vzhodu. Sončeve mrke obravnavajo tablice 30 do 39.
Tablice 40 do 49 obravnavajo vremenske pojave in potrese. Posebno pozornost posvečajo grmenju.
Zadnjih dvajset tablic je posvečenih zvezdam in planetom. Te tablice uporabljajo posebno obliko kodiranja, v kateri so imena planetov zamenjana z imeni stalnih zvezd in ozvezdij.

## Knjižne izdaje
V sodobnih angleških knjižnih izdajah je bilo do sedaj objavljenih manj kot polovica tablic. Tablice luninih mrkov (15 do 22), so bile transliterirane, prevedene in objavljene v Babylonian Celestial Divination. Sončevi  omni (tablice 23 do 29) so objavljeni v pod naslovom The Solar Omens of Enuma Anu Enlil. Več tablic, ki se nenašajo na planetarne omne, sta objavila E. Reiner in H. Hunger pod naslovom  Babylonian Planetary Omens volumes 1–4. Prvi del lunarnih omnov (tablice 1 do 6) je preveden tudi v italijanščino. Tablice 44-49 je objavil  E. Gehlken v Weather Omens of Enūma Anu Enlil.